# Willibald Weichert
Willibald Weichert (* 28. Juni 1944 in Tarnowitz) ist ein deutscher Sportpädagoge und Hochschullehrer. Er lehrte als Professor für Erziehungswissenschaft und Sportdidaktik an der Universität Hamburg.

## Leben
Der in Tarnowitz (Oberschlesien) geborene Weichert studierte an den Universitäten Marburg und Tübingen von 1964 bis 1970 Germanistik, Erziehungswissenschaft und Sportwissenschaft. In den Jahren 1971 und 1972 absolvierte er ein Referendariat, von 1975 bis 1978 war er an der Christian-Albrechts-Universität zu Kiel als wissenschaftlicher Assistent am Institut für Sportwissenschaft tätig und schrieb bei Herbert Haag seine Doktorarbeit mit dem Thema „Sportcurriculum und Sportpolitik“, die er 1977 abschloss.
1979 trat Weichert an der Universität Hamburg eine Professorenstelle für Sportwissenschaft/Sportdidaktik am Fachbereich Sportwissenschaft an, 1979 wechselte er an der Uni Hamburg auf die Professur für Erziehungswissenschaft im Fachbereich Erziehungswissenschaften (Arbeitsbereich Bewegung, Spiel und Sport). Diese Stelle hatte er vorerst bis 1985 inne.
1985 und 1986 war Weichert bei Sportprojekten in unterschiedlichen afrikanischen Ländern als Gutachter tätig, von 1986 bis 1992 leitete er das Projekt „Aufbau des Grundschulsports in Ecuador“. 1992 kehrte Weichert an die Universität Hamburg und auf seine Professorenstelle für Erziehungswissenschaft im Fachbereich Erziehungswissenschaften zurück. 2009 ging er in den Ruhestand.
Weicherts Forschungsschwerpunkten lagen in den Bereichen „Bewegung und Behinderung“, Integration, Sportunterricht und im Handballsport.
Die wissenschaftliche Auseinandersetzung mit dem Thema „Bewegung und Behinderung“ ist auch auf sein Privatleben zurückzuführen: 1992 erlitt sein Sohn bei einem Unfall ein apallisches Syndrom, durch intensives Training konnte die Lebenssituation des Kindes deutlich verbessert werden.